# Bent Kaas
Bent Kaas (født 1941 på Frederiksberg, død 2019 i Østerlars) var en dansk tegner og illustrator.
Han var kendt som “Bornholms nationaltegner”.
Han har tegner hundredvis af bogomslag og var fra 1990 til 2003 satiretegner for Bornholms Tidende.
I 70'erne tog han tog til Bornholm og stod bl.a. bag Bisseline og Bornholmsflaget[kilde mangler].